# Старая Топовка
Старая Топовка — село в Красноармейском районе Саратовской области, в составе Высоковского муниципального образования. Население — 441 чел. (2010).

## История
Основано в 1720-х годах предположительно беглыми крестьянами. В 1774 году освящена первая церковь. Жители — великороссы, православные, часть — поморцы.
В 1746 году топовцы были объявлены дворцовыми крестьянами.
С 1765 года в России началось генеральное межевание земли. Земля закреплялась за дворянами на вечное потомственное владение. Была объявлена распродажа всех незанятых и незаселенных земель по очень дешевой цене — один рубль за десятину. В день коронации 5 апреля 1787 года Павел I раздал своим фаворитам 82 тысячи душ. Помещикам Саратовской губернии было отдано 8274 души мужского пола. Сёла Добринка, Грязнуха, Топовка были отданы тайному советнику, генерал-поручику Волкову Апполону Андреевичу. C 1793 года стали принадлежать графу фон Миниху, с 1798 года — графине фон Миних. Впоследствии стали переходить из рук в руки. В 1845 году вследствие размежения часть крестьян была переселена новый участок, образовав Новую Топовку.
С отменой крепостного права село стало волостным селом Топовской волости Камышинского уезда Саратовской губернии. После своего освобождения крестьяне выкупили 2212 десятин земли, а остальные 4 тыс. десятин снимали в аренду у нового владельца — помещика Бореля. В 1869 году открыта сельская школа, в 1892 году — фельдшерский пункт. С 1891 года стали проводиться еженедельные базары. Село делилось на три общества: Андреевка, Рюминка и Хомутовка (по фамилиям бывших помещиков). Каждое общество имело определенное количество земли, которое делилось между крестьянами мужского пола. В 1900 году общество Рюминка выкупило у Бореля 1 тыс. десятин земли.
С 1922 по 1941 год село относилось к Бальцерскому кантону Трудовой коммуны, с 1923 года — АССР немцев Поволжья. С 1941 года — в составе Красноармейского района Саратовской области.

## Физико-географическая характеристика
Село находится в лесостепи, в пределах Приволжской возвышенности, являющейся частью Восточно-Европейской равнины, на реке Топовка (правый приток Карамыша), на высоте около 240 метров над уровнем моря. Рельеф местности холмисто-равнинный, развита овражно-балочная сеть. Почвы — чернозёмы южные.
По автомобильным дорогам расстояние до областного центра города Саратова составляет 110 км, до районного центра города Красноармейска — 33 км, до административного центра сельского поселения села Высокое — 13 км. Ближайшая железнодорожная станция Карамыш железнодорожной линии Петров Вал — Саратов III Приволжской железной дороги расположена в 19 км к востоку от села.

### Климат
Климат умеренный континентальный (согласно классификации климатов Кёппена — Dfb). Многолетняя норма осадков — 431 мм. Наибольшее количество осадков выпадает в июне — 49 мм, наименьшее в марте — 22 мм. Среднегодовая температура положительная и составляет + 5,6 °С, средняя температура самого холодного месяца января −11,0 °С, самого жаркого месяца июля +21,4 °С.

### Часовой пояс
Старая Топовка, как и вся Саратовская область, находится в часовой зоне МСК+1. Смещение применяемого времени относительно UTC составляет +4:00.

## Население
| 1860 | 1886 | 1891 | 1911 | 1926 | 1987 | 2002 |
| ---- | ---- | ---- | ---- | ---- | ---- | ---- |
| 2367 | 2564 | 2896 | 2583 | 2991 | 470  | 478  |

| 2002 | 2010 |
| ---- | ---- |
| 476  | ↘441 |